# 勝ノ浦与一右エ門

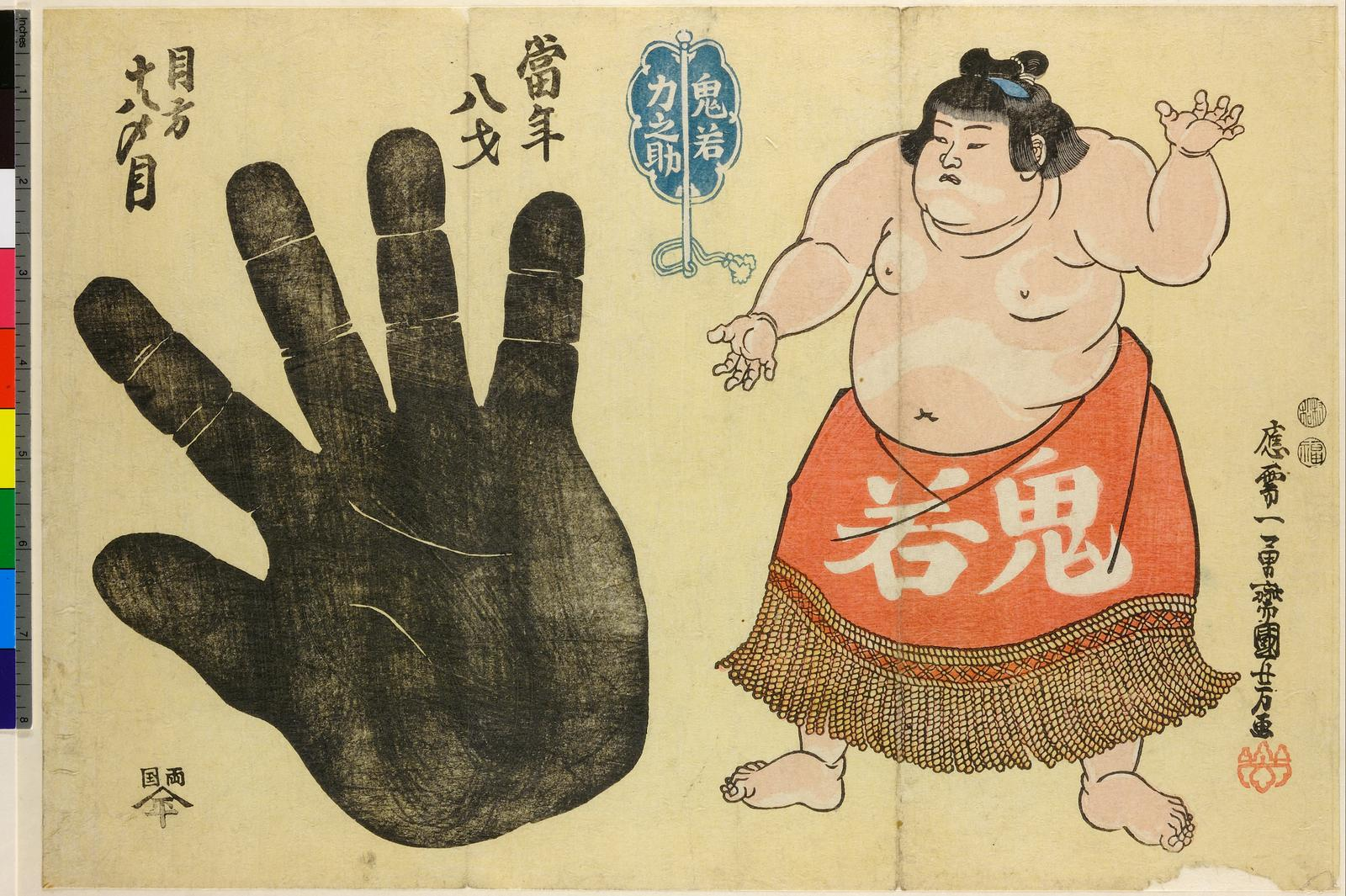
歌川国芳の相撲絵『鬼若力之助 』。

勝ノ浦 与一右エ門（かつのうら よいちえもん、1843年〈天保14年〉 - 1888年〈明治21年〉7月22日）は、勝ノ浦部屋及び境川部屋に所属した力士。
本名は吉井→川島 力之助。身長162cm，体重105kg（成人時）。出身地は現在の千葉県山武市（旧・上総国武射郡）。
最高位は東前頭筆頭。

## 経歴
農家の次男として出生。子供の時から体格が大きく、怪童力士として1850年11月に初土俵を踏んだ。当時数え8歳で、121cm，68kgあったと伝わる。嘉永年間は土俵入りのみだった（番付上は西張出前頭。当時の四股名は鬼若力之助だった）が、1860年10月に序ノ口として相撲を取り始めた。最初は苦労したが、明治に入って力を付け始め、1870年4月に十両昇進（西二段目7枚目となり十両相当となった）。そして、いきなり6勝2敗1預の成績で優勝相当成績を残した。十両時代は順調に白星を重ね、1872年4月再入幕を果たした。短躯肥満を生かして立合い一気に突き押しで出る取り口で、特に梅ヶ谷に強く、大物食いとして名を馳せた。1874年5月より第5代勝ノ浦を襲名して、二枚鑑札として部屋経営に当たった。1883年5月限りで引退。引退時には数え41歳になっており、土俵生活は初土俵から33年にも及んだ（但し、1855年～1859年の間、中断期間があるので実質28年）。その後は年寄専務となり、勝負検査役などを務めたが、1888年7月22日に死去した。これと同時に初代から続いていた勝ノ浦の系譜も途切れた（6代目以降の勝ノ浦は系統が異なる）。
死去から132年後の2020年に、歴代勝ノ浦の墓（昭和9年3月建之）が東京都文京区の浩妙寺で発見され、子孫宅には位牌も残されていることが判明した。
怪童力士は総じて青年期になると角界には戻らない者が多かったが、怪童力士として土俵入りを披露した後に正規の力士に転じて、再入幕を果たすまでに出世を遂げた希有の力士である。また、彼の幼少期の土俵入りに関する錦絵が多く現存している。
同郷の千葉県出身の横綱の境川浪右衛門の太刀持ちを務めた(ちなみに露払いは同じく千葉県出身の手柄山勝司)。
幕内通算 31場所 60勝66敗40分2預137休を残した。優勝相当成績1回（十両時代の1870年4月）。
改名歴は1回ある：鬼若 力之助 → 勝ノ浦 与一右エ門。怪童力士時代の鬼若での知名度の方が高い。